# 寺山町 (横浜市)
寺山町（てらやまちょう）は、神奈川県横浜市緑区の町名。丁番を持たない単独町名である。住居表示未実施区域。

## 地理
緑区の中央部に位置し、東に中山、西に台村町と森の台、南に旭区の上白根町・上白根・中白根・白根町と接している。

### 字名
| - 河内 - 中原 - 本谷 - 本谷奥 | - 滝ヶ谷 - 上原 - 中尾谷 - 長坂谷 |

### 地価
住宅地の地価は、2024年（令和6年）7月1日の神奈川県地価調査によれば、寺山町字中原183番7の地点で21万1000円/m²となっている。

## 歴史

### 沿革
- かつての都筑郡寺山村。1889年（明治22年）4月1日、町村制の施行により都筑郡新治村の大字寺山となる。
- 1939年（昭和14年）4月1日 - 新治村が横浜市に編入し、港北区寺山町を設置[7]。
- 1969年（昭和44年）10月1日 - 港北区から緑区が分区。横浜市緑区寺山町となる[8]。
- 1977年（昭和52年）2月28日 - 町名町界地番整理にともない寺山町の一部を旭区上白根町へ編入[9]。
- 1983年（昭和58年）5月15日 - 土地区画整理事業の施行に伴い寺山町の一部を中山町へ編入[10]。
- 1989年（平成元年）8月21日 - 住居表示の実施に伴い、寺山町の一部を旭区上白根三丁目、中白根三丁目の各町へ編入。旭区上白根町の一部を編入[11]。
- 1998年（平成10年）2月16日 - 住居表示の実施に伴い、寺山町の一部を森の台へ編入[12]。
- 2001年（平成13年）10月22日 - 住居表示の実施に伴い、寺山町の一部を上山三丁目へ編入[12]。
- 2019年（令和元年）10月21日 - 住居表示の実施に伴い、寺山町の一部を中山四丁目へ編入[13]。

### 町名の変遷
| 実施後 | 実施年月日               | 実施前（各町名ともその一部） |
| ------ | ------------------------ | ---------------------------- |
| 寺山町 | 1939年（昭和14年）4月1日 | 大字寺山                     |

## 世帯数と人口
2025年（令和7年）6月30日現在（横浜市発表）の世帯数と人口は以下の通りである。
| 町丁   | 世帯数    | 人口    |
| ------ | --------- | ------- |
| 寺山町 | 3,101世帯 | 6,377人 |

### 人口の変遷
国勢調査による人口の推移。
| 年                 | 人口  |
| ------------------ | ----- |
| 1995年（平成7年）  | 6,413 |
| 2000年（平成12年） | 6,469 |
| 2005年（平成17年） | 6,535 |
| 2010年（平成22年） | 6,593 |
| 2015年（平成27年） | 6,553 |
| 2020年（令和2年）  | 6,521 |

### 世帯数の変遷
国勢調査による世帯数の推移。
| 年                 | 世帯数 |
| ------------------ | ------ |
| 1995年（平成7年）  | 2,201  |
| 2000年（平成12年） | 2,363  |
| 2005年（平成17年） | 2,439  |
| 2010年（平成22年） | 2,590  |
| 2015年（平成27年） | 2,662  |
| 2020年（令和2年）  | 2,789  |

## 学区
市立小・中学校に通う場合、学区は以下の通りとなる（2024年11月時点）。
| 番・番地等 | 小学校               | 中学校             |
| --- | -------------------- | ------------------ |
| 1〜99番地、100番地の2・3・5 100番地の7〜106番地の4 106番地の7〜231番地 235番地、238番地の2・4、239番地 241番地〜432番地の14 432番地の16〜646番地 648〜651番地、652番地の2〜744番地 | 横浜市立森の台小学校 | 横浜市立中山中学校 |
| 647番地、652番地の1 745番地〜918番地の156 918番地の159〜161 918番地の164〜終り | 横浜市立上山小学校   | 横浜市立中山中学校 |

## 事業所
2021年（令和3年）現在の経済センサス調査による事業所数と従業員数は以下の通りである。
| 町丁   | 事業所数  | 従業員数 |
| ------ | --------- | -------- |
| 寺山町 | 159事業所 | 2,226人  |

### 事業者数の変遷
経済センサスによる事業所数の推移。
| 年                 | 事業者数 |
| ------------------ | -------- |
| 2016年（平成28年） | 155      |
| 2021年（令和3年）  | 159      |

### 従業員数の変遷
経済センサスによる従業員数の推移。
| 年                 | 従業員数 |
| ------------------ | -------- |
| 2016年（平成28年） | 1,659    |
| 2021年（令和3年）  | 2,226    |

## 交通

### 鉄道
- 東日本旅客鉄道（JR東日本）横浜線
  - 中山駅

### 道路
- 神奈川県道45号丸子中山茅ヶ崎線
- 神奈川県道109号青砥上星川線

## 施設
- 緑区役所
- 緑警察署 中山駅前交番
- 横浜市立中山中学校
- 四季の森公園
- 長坂谷公園

## その他

### 日本郵便
- 郵便番号 : 226-0013[3]（集配局：緑郵便局[23]）

### 警察
町内の警察の管轄区域は以下の通りである。
| 番・番地等 | 警察署   | 交番・駐在所 |
| ---------- | -------- | ------------ |
| 全域       | 緑警察署 | 中山駅前交番 |